# Werner Vogd
Werner Vogd (* 22. Dezember 1963 in Frankfurt am Main) ist ein deutscher Soziologe, Biologe und Anthropologe. Er ist seit 2008 Professor für Soziologie an der Universität Witten/Herdecke.

## Leben
Vogd wurde 1963 in Frankfurt am Main geboren. Nach dem Abitur 1983 am Gymnasium am Giersberg in Siegen studierte er Biologie an der Universität Konstanz und der FU Berlin. Seine Diplomarbeit schrieb er am dortigen Institut für Biophysik. 1995 wurde er an der Universität Ulm mit der Dissertation Radikaler Konstruktivismus und Theravāda-Buddhismus. Ein systematischer Vergleich in Erkenntnistheorie und Ethik zum Dr. phil. (summa cum laude) promoviert.
Danach war er wissenschaftlicher Mitarbeiter an der Abteilung Anthropologie der Medizinischen Fakultät der Universität Ulm und eingebunden in Studien der Medien-Kooperative-Ulm. Von 1997 bis 2001 war er Lehrbeauftragter am Fachbereich Industriedesign der Hochschule der Künste Berlin und von 1999 bis 2004 wissenschaftlicher Mitarbeiter am Institut für Medizinische Soziologie im Zentrum für Human- und Gesundheitswissenschaften der Berliner Hochschulmedizin. 2004 habilitierte er sich im Fach Soziologie an der FU Berlin mit der Arbeit Ärztliche Entscheidungsprozesse des Krankenhauses im Spannungsfeld von System- und Zweckrationalität und erhielt die venia legendi. 2004/05 war er wissenschaftlicher Mitarbeiter beim DFG-Projekt „Ärztliches Handeln und Entscheiden im Krankenhaus unter veränderten organisatorischen und ökonomischen Rahmenbedingungen“. 2007 war er Lehrkraft für Kultur- und Wissenssoziologie sowie Politische Soziologie am Institut für Soziologie der Ludwig-Maximilians-Universität München.
2007/08 war er Lehrstuhlvertreter und ist seitdem Lehrstuhlinhaber für Soziologie an der Fakultät für Kulturreflexion der Universität Witten/Herdecke. Er forscht zu Organisationen, Medizin-, Wissens- und Religionssoziologie, System- und Designtheorie, Implizites Wissen und Empirische Methoden.

## Schriften
- Professionelles Handeln im Grenzbereich von Leiden, Sterben und Spiritualität [Elektronische Ressource]. Fallstudien. Vipassana-Meditation als eine Hilfestellung für Mitarbeiter des Gesundheitswesens (= Wissenschaft auf CD-ROM). Tectum Verlag, Marburg 1998, ISBN 3-8288-5021-9.
- Das Bild der Psychiatrie in unseren Köpfen. Eine soziologische Analyse im Spannungsfeld von Professionellen, Angehörigen, Betroffenen und Laien (= Akademische Abhandlungen zur Soziologie). VWF, Berlin 2001, ISBN 3-89700-259-0.
- Ärztliche Entscheidungsprozesse des Krankenhauses im Spannungsfeld von System- und Zweckrationalität. Eine qualitativ rekonstruktive Studie unter dem besonderen Blickwinkel von Rahmen ("frames") und Rahmungsprozessen (= Akademische Abhandlungen zur Soziologie). VWF, Berlin 2004, ISBN 3-89700-404-6.
- Systemtheorie und rekonstruktive Sozialforschung. Eine empirische Versöhnung unterschiedlicher theoretischer Perspektiven. Budrich, Opladen 2005, ISBN 3-938094-46-X.
- mit Jutta Begenau, Cornelius Schubert: Medizinsoziologie der ärztlichen Praxis. Szenarien – Fälle – Theorien (= Lehrbuch Gesundheitswissenschaften). Huber, Bern u. a. 2005, ISBN 3-456-84223-6.
- Die Organisation Krankenhaus im Wandel. Eine dokumentarische Evaluation aus Sicht der ärztlichen Akteure (= Studien zur Gesundheits- und Pflegewissenschaft). Huber, Bern 2006, ISBN 3-456-84356-9.
- Rekonstruktive Organisationsforschung. Qualitative Methodologie und theoretische Integration. Eine Einführung. Budrich, Opladen u. a. 2009, ISBN 978-3-86649-275-2.
- Gehirn und Gesellschaft. Velbrück Wissenschaft, Weilerswist 2010, ISBN 978-3-938808-80-1.
- Zur Soziologie der organisierten Krankenbehandlung. Velbrück Wissenschaft, Weilerswist 2011, ISBN 978-3-942393-17-1.
- Welten ohne Grund. Buddhismus, Sinn und Konstruktion (= Systemische Horizonte). Carl Auer, Heidelberg 2014, ISBN 978-3-8497-0036-2.
- mit Jonathan Harth: Die Praxis der Leere. Zur Verkörperung buddhistischer Lehren in Erleben, Reflexion und Lehrer-Schüler-Beziehung. Velbrück Wissenschaft, Weilerswist 2015, ISBN 978-3-95832-079-6.
- Selbst- und Weltverhältnisse. Leiblichkeit, Polykontexturalität und implizite Ethik. Velbrück Wissenschaft, Weilerswist 2018.
- mit Martin Feißt, Kaspar Molzberger, Anne Ostermann, Juliane Slotta: Entscheidungsfindung im Krankenhausmanagement. Zwischen gesellschaftlichem Anspruch, ökonomischen Kalkülen und professionellen Rationalitäten. Springer, Wiesbaden 2018.
- Der ermächtigte Meister. Eine systemische Rekonstruktion am Beispiel des Skandals um Sogyal Rinpoche. Carl-Auer, Heidelberg 2019, ISBN 978-3-8497-0282-3.